# Leymebamba

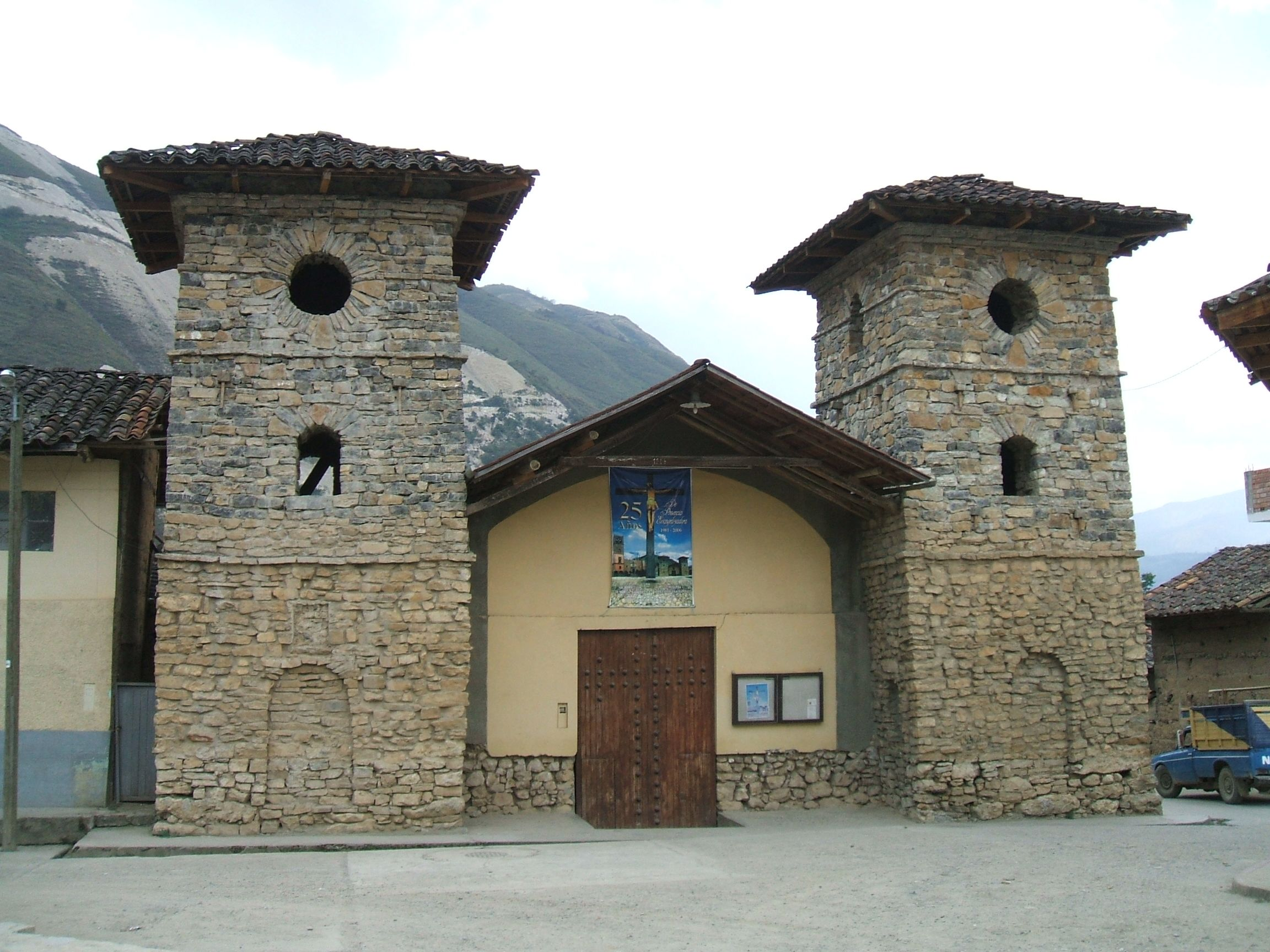
Die Kirche von Leymebamba

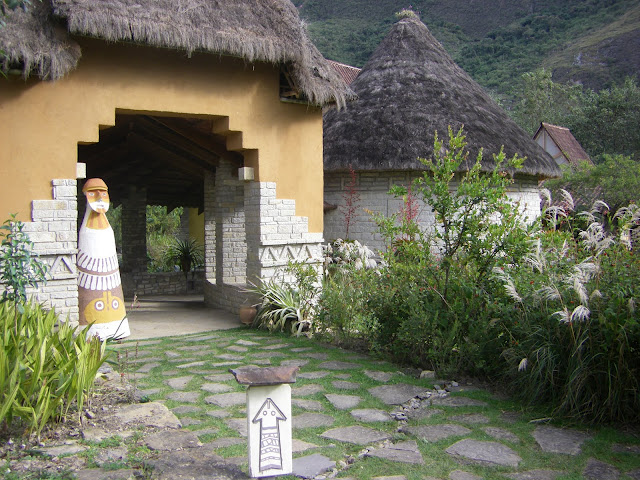
Eingang zum Chachapoyas-Museum in Leymebamba

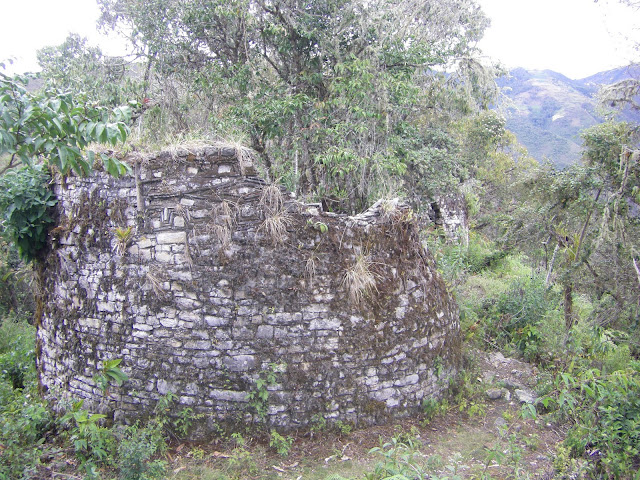
Chachapoya-Ruine „La Congona“, ca. 2 Stunden Fußweg von Leymebamba entfernt

Leymebamba, auch Leimebamba, ist eine Kleinstadt in der peruanischen Provinz Chachapoyas (Region Amazonas). Die Einwohnerzahl lag beim Zensus 2017 bei 1304. 10 Jahre zuvor lag die Einwohnerzahl bei 1229.

## Lage
Leymebamba liegt auf einer Höhe von 2210 m am Oberlauf des Utcubamba, welcher in der Nähe von Leymebamba entspringt. Die Stadt ist Verwaltungszentrum des Distriktes Leimebamba.

## Sehenswürdigkeiten
Leymebamba ist unter anderem Ausgangspunkt von Reisen zum Kondorsee, wo verschiedene Quipus und über 200 Mumien gefunden wurden. Diese und weitere Funde der Chachapoya-Kultur sind seit dem Jahr 2000 in einem neuen Museum in Leymebamba zu sehen.
Rings um Leymebamba befinden sich Ruinen der Chachapoya-Kultur und ein bisher kaum erforschtes Höhlensystem.
Das Dorffest findet in jedem Jahr in den Tagen um den 28. August, dem Fest des heiligen Augustin statt. Ein zweites für den Ort bedeutendes Fest ist das Fest der „Virgen del Carmen“ am 16. Juli.

## Infrastruktur
Jeweils einmal täglich fährt ein öffentlicher Bus nach Norden sowie nach Westen. Die Zugänge sind gut befestigte Schotterstraßen. Von Kuelap und Chachapoyas im Norden verläuft die Piste flach entlang des Río Utcubamba. Der westliche Zugang von Cajamarca und Celendín führt über zwei hohe Pässe, zwischen denen das tief eingeschnittene Tal des Río Marañón durchquert wird.
Im Ort gibt es mehrere einfache Hotels und Restaurants; typisch für die Region sind gebratene Forellen.